# Boris Giltburg
Boris Giltburg  (nacido en 1984) es un pianista israelí de música clásica, nacido en la Unión Soviética.

## Trayectoria
Giltburg nació en una familia judía en Moscú, Unión Soviética, y comenzó a estudiar piano con su madre a la edad de cinco años. Después de mudarse a Israel estudió con Arie Vardi entre 1995 y 2007.
Boris Giltburg ganó el segundo premio (premio otorgado) de 2002, Concurso internacional de piano Paloma O'Shea de Santander, en España, donde interpretó el Tercer Concierto para Piano y orquesta de Bartok con la Orquesta Sinfónica de Londres. Desde entonces Giltburg ha actuado entre otras con la Orquesta Philharmonia, la Royal Liverpool Philharmonic, la Bournemouth Symphony, la Birmingham Symphony Orchestra, la Orquesta Sinfónica de la Radio de Frankfurt, y la Filarmónica de Israel con los directores tales como Philippe Entremont, Christoph von Dohnányi, Mijaíl Pletniov y Marin Alsop.
Ha tocado frecuentemente por la Sinfónica de Jerusalén y por la Orquesta de Cámara de Israel, con quienes, de adolescente,  recorrió Estados Unidos bajo la dirección de Philippe Entremont. Su primera aparición con una gran orquesta americana fue con la Sinfónica de Indianápolis en 2007. 
Con la Philharmonia Orchestra, en el Royal Festival Hall, tocó el Concierto para Piano nº 2 de Rajmáninov, bajo la dirección de Mijaíl Pletniov. También actuó en conciertos con la Real Filarmónica de Liverpool y Vassily Petrenko, la Orquesta Nacional de Bordeaux y la Sinfónica de Praga, después de un debut en tour por Tokio en 2005. Después de una audición con Zubin Mehta, hizo su debut con la Filarmónica de Israel en febrero de 2005, y en diciembre de 2005 tocó el Concierto para Piano nº 2 de Beethoven, con Christoph von Dohnányi. En diciembre de 2008 tocó con la DSO de Berlín. Sus apariciones orquestales incluyen la Sinfónica BBC de Escocia, la Filarmónica de Stuttgart y la Orquesta  de Cámara de Viena.
Ha sido invitado en el Festival de Cheltenham, en Nueva York, el Festival Schwetzingen, el Festival Internacional de Piano de Miami, el Duszniki Chopin Festival, el Musical Olympus en San Petersburgo y en el Piano aux Jacobins en Toulouse para actuar en recitales. También ha hecho recitales en el Concertgebouw de Ámsterdam, el Wigmore Hall y el South Bank Centre de Londres, el Louvre de París, el Tonhalle de Zúrich.
El 2 de junio de 2013 ganó el Concurso internacional de música Reina Isabel de Bruselas.
En 2018/19 Giltburg debuta con la WDR Sinfonieorchester y la Orquesta de Cámara de Lausana, la Orquesta de Valencia, la Orquesta Sinfónica de Milwaukee, y realiza una gira por China con la Royal Liverpool Philharmonic y Petrenko. Sus apariciones en recital de esta temporada incluyen el auditorio Frick (Nueva York), el Portland Piano Festival, Chopin Society St Paul, Tokyo Toppan Hall, Shanghai Oriental Arts Center, National Concert Hall Taiwan, Wigmore Hall, Elbphilharmonie, Ámsterdam Concertgebouw y Bayerische Rundfunk, también los festivales de Schleswig-Holstein, Ludwigsburg, Raiding Liszt y Duszniki Chopin. 
Tiene también una estrecha relación con el Cuarteto Pavel Haas, y ha aparecido en su CD de quintetos de Dvorak para Supraphon, y ha actuado con ellos en la temporada 18/19 en el Wigmore Hall, Hohenems Schubertiade, y en Stuttgart y Essen.

## Discografía
El primer CD de concierto de Giltburg ganó un Diapason d'Or para los dos conciertos para piano de Shostakovich con Vasily Petrenko y la Royal Liverpool Philharmonic, junto con su propio arreglo del 8º Cuarteto para cuerda de Shostakovich. 
En 2018, el sello Naxos ha lanzado el Tercer Concierto para piano de Rajmáninov con la Real Orquesta Nacional Escocesa y Carlos Miguel Prieto junto con las Variaciones Corelli, como continuación del Segundo Concierto para piano y los Etudes-Tableaux. 
También ha publicado discos en solitario de Schumann y Beethoven. Su versión de 2012 de las Sonatas de Prokófiev fue preseleccionada para el premio de la crítica en los Classical Brits, y fue seguida por un disco de Sonatas Románticas (Rajmáninov, Liszt, Grieg).